# Cừu Boreray

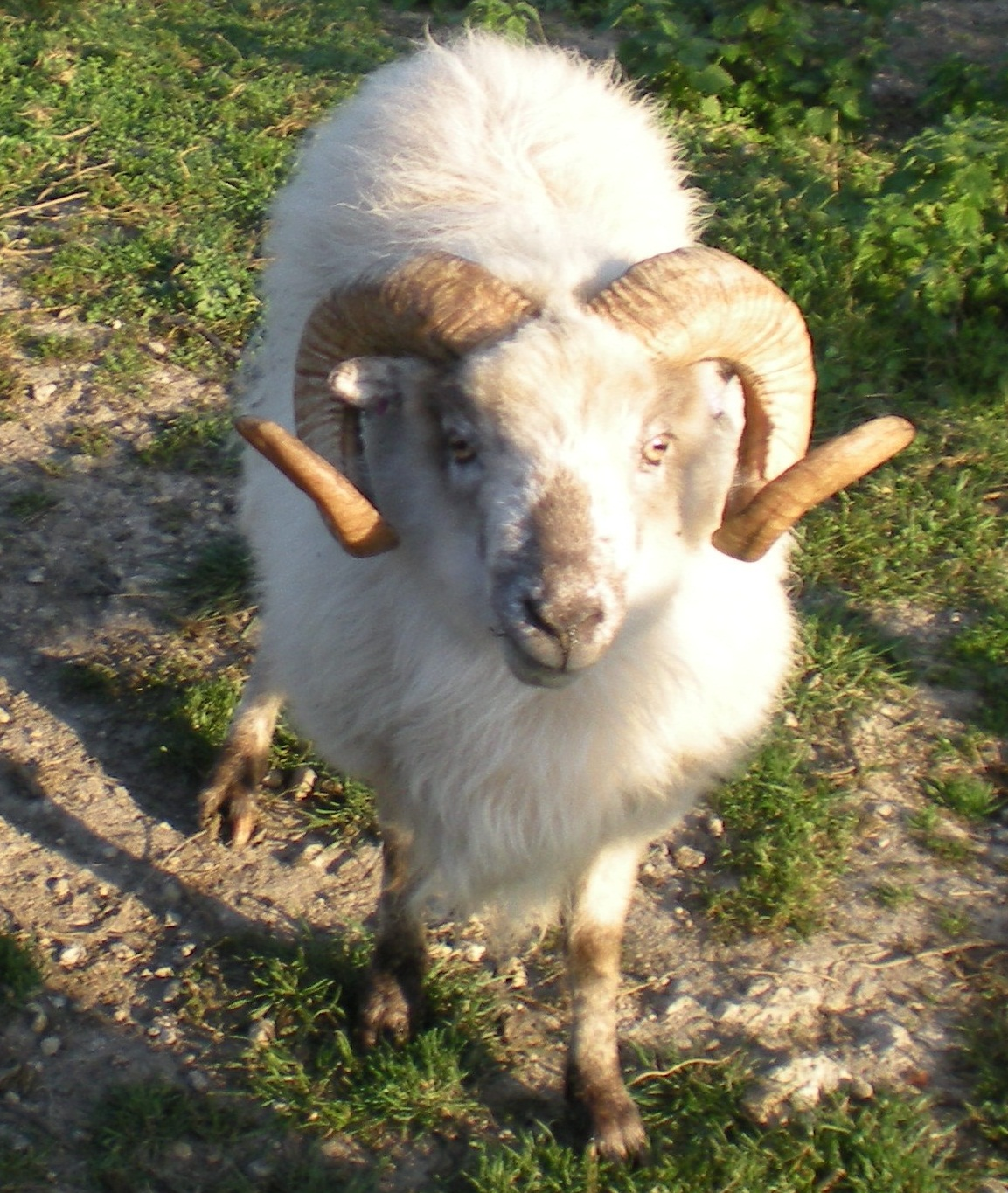
Một con cừu đực

Cừu Boreray là một giống cừu có nguồn gốc trên St Kilda, quần đảo ngoài khơi bờ biển phía tây của Scotland và còn sống sót như một động vật hoang dã trên một trong những hòn đảo Boreray. Nó chủ yếu là giống cừu lấy thịt cừu. Đây cũng là một trong những giống cừu có nguồn gốc lâu đời ở xứ Scotland.

## Đặc điểm

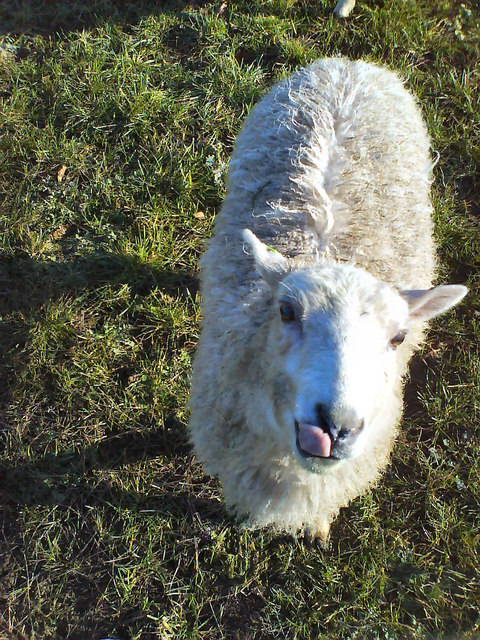
Một con cừu cái